# Orosz Balázs
Orosz Balázs (Budapest, 1944. január 13. – Budapest, 2001. május 15.) magyar ügyvéd, az ország egyik első sztárügyvédje. Nevéhez számos közismert ügy kapcsolódik, többségében büntetőügyekkel foglalkozott.

## Életútja
Családjában édesapja is jogász volt, de ő három hónap után otthagyta az ügyvédjelöltséget.
Orosz Balázs az Eötvös Loránd Tudományegyetem Állam- és Jogtudományi Karán végzett 1968-ban.
Előbb hat éven keresztül vállalati jogtanácsosként dolgozott, majd 1974. augusztus 1-től ügyvédként folytatja tevékenységét.
1989 és 1993 között a Magyar ENSZ Társaság emberi jogi tanácsának elnöke, az Állami Szakvizsgabizottság cenzora.
Életének 57. évében, rövid kórházi ápolást követően súlyos betegségben hunyt el.
Felesége (Dr. Tornay Erzsébet) szintén ügyvéd volt, Viktor fiuk ügyvéd, Marcell fiuk közgazdász lett.

## Nézetei
Ügyvédi ars poeticája:
| „ | Minden védencem ártatlan | ” |
|   |                          |   |

Ellenezte nem csak a halálbüntetést, hanem a tényleges életfogytig tartó szabadságvesztést is:
Nem értett egyet a kábítószer-függőség kriminalizálását:
Az igazságszolgáltatás garanciájának a bírói és ügyészi függetlenséget tartotta:
Kritizálta a jogalkotás színvonalát is:

## Ismertebb ügyei, ügyfelei
- Juszt László (államtitoksértés gyanúja)[4]
- Klapka György[4]
- Klicsu András (DIMAG vezérigazgató)[4]
- Kunos Péter (Agrobank-per)
- Lupis József (Lupis Brókerház)
- Magda János (Magda-ügy)
- Pelikán László (APEH bűnügyi főigazgatója)[4]
- Pintér Sándor[4]
- Tocsik Márta (Tocsik-ügy)

## Díjai, elismerései
- Eötvös Károly-díj (1991)[9]
- Kiváló Ügyvédi Munkáért kitüntető cím (1999)[10]

## Emlékezete
- Legendás szónoki képességekkel rendelkezett,[4] emlékére több perbeszédversenyt rendeztek.[11]